# فرودگاه بین‌المللی شیخ زاید (کوکس)
فرودگاه بین‌المللی شیخ زاید (کوکس) (به انگلیسی: Shaikh Zayed International Airport (Kukës)) (به زبان بومی: Aeroporti Zayed bin Sultan Al Nahyan) یک فرودگاه همگانی است که یک باند فرود سنگفرش دارد و طول باند آن ۱۸۰۰ متر است. این فرودگاه در شهر کوکس کشور آلبانی قرار دارد و در ارتفاع ۳۴۱ متری از سطح دریا واقع شده است.